# Cathy Whims
Cathy Whims (nacida en 1956) es una chef y propietaria de restaurante estadounidense de Portland, Oregón. Ha sido finalista del Premio de la Fundación James Beard en seis ocasiones. Los restaurantes que ha tenido en Portland incluyen Genoa, Nostrana y la pizzería Oven and Shaker.

## Primeros años de vida
Cathy Whims, hija de Harold Carter Whims Jr. y Ann Virginia Thomas, nació en 1956, y se crio en Chapel Hill, Carolina del Norte.

## Carrera

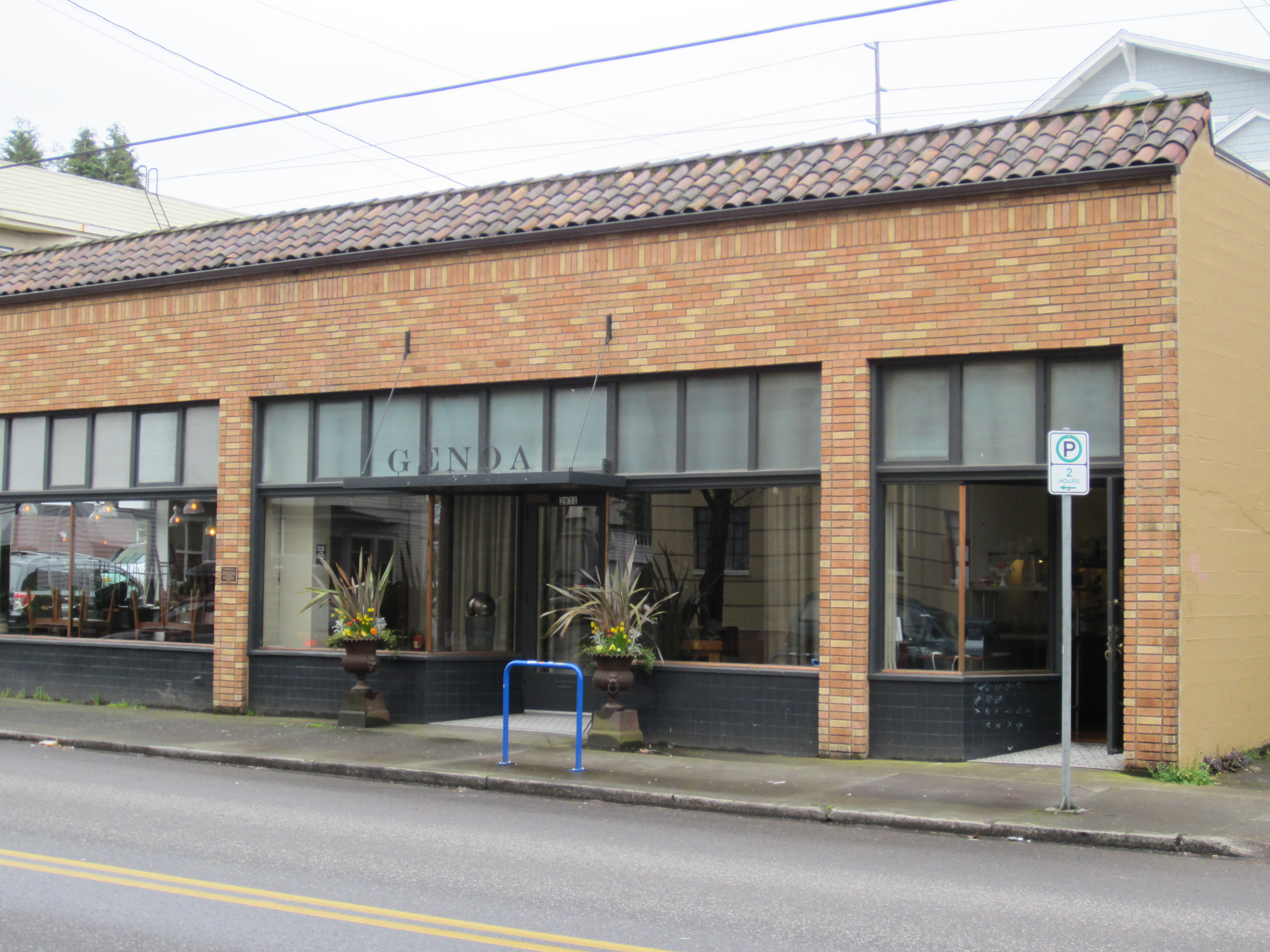
Whims se convirtió en chef y copropietaria durante su período de dieciocho años en el extinto restaurante italiano Genoa (el exterior del frente se muestra en 2012).

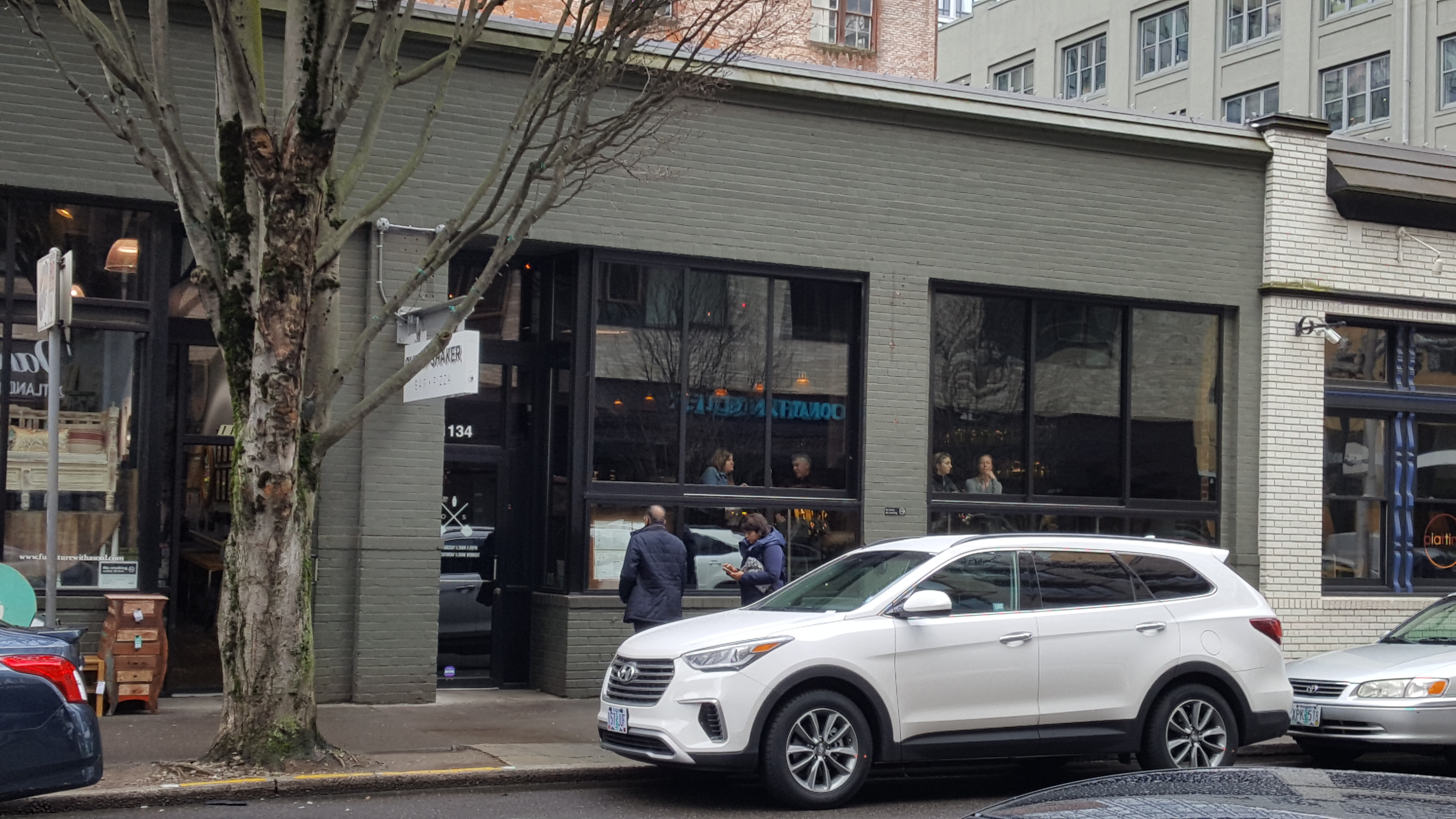
Exterior de Oven and Shaker, 2017.

La madre de Whims era «de la escuela de cocina de la era de Julia Child», y Whims ha dicho que «comenzó a cocinar porque era mi pasión». Whims ha sido influenciado por la escritora de cocina nacida en Italia Marcella Hazan y la chef y propietaria de restaurante francesa Madeleine Kamman. Whims estudió con Hazan en Venecia en 1998, y luego trabajó en restaurantes en la región italiana de Langhe.
Al principio de su carrera, Whims era chef de pan y pastelería en un restaurante local de comida natural; atendió cenas privadas en Chapel Hill y luego trabajó en cocinas en el Área de la Bahía de San Francisco. Se mudó a Portland en 1979 e inmediatamente comenzó a trabajar en Produce Row Café. Whims se desempeñó como cocinera en el restaurante italiano Genoa, y más tarde se convirtió en chef ejecutiva. Después de dieciocho años en el restaurante, se convirtió en copropietaria del negocio, al que se le atribuyó «el haber traído la alta cocina a Portland», antes de que cerrara en 2014.
Whims abrió varios restaurantes en Portland, incluidos Nostrana (2005-presente), Hamlet (2015-2017), y la pizzería/bar Oven and Shaker (2011-presente). Nostrana sirve cocina italiana clásica y ha sido descrita como «la capital de Portland de los Negroni». En 2015, Portland Monthly nombró a Hamlet como uno de los mejores restaurantes de Portland. Oven and Shaker se especializa en pizza napolitana y fue nombrada «mejor nueva pizzería» por Food & Wine.
En 2017, Whims se desempeñó como embajador de Oregón para el programa Smart Catch de la Fundación James Beard, que promueve prácticas de productos del mar sostenibles. Abrió el bar de vinos europeo de 40 asientos Enoteca Nostrana, adyacente a Nostrana, en 2018.

### Reconocimiento

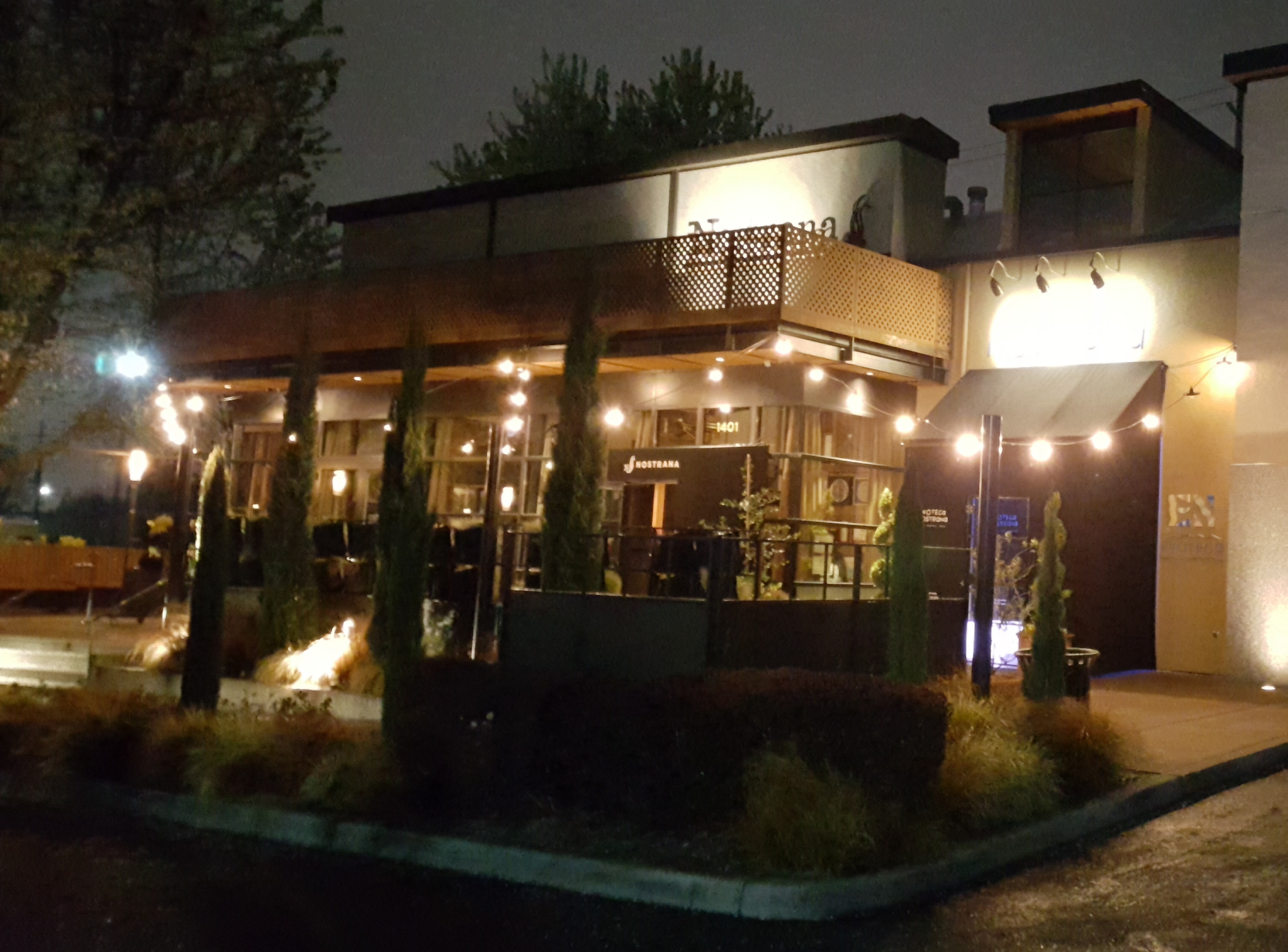
Exterior de Nostrana, 2019.

Después de abrir Nostrana, Cathy Whims recibió seis nominaciones consecutivas al Premio de la Fundación James Beard al Mejor Chef: Noroeste, cada año desde 2008 hasta 2013. También fue nominada para un premio de periodismo de la Fundación James Beard 2016 en la categoría «Cocina casera» por una historia llamada «Into the Woods», que coescribió con Langdon Cook y se publicó en la revista EatingWell.
Whims ganó el primer «Wild About Game Cook-Off», que se llevó a cabo en Welches, un pueblo a unas 40 millas (64,4 km) al sureste de Portland, con su «Qualgie Con Fiche», un plato que consiste en un par de codornices semideshuesadas asadas con salsa de mermelada de higos; el plato estuvo acompañado de verduras estofadas, polenta y una copa de Three Rivers 1999 Syrah.
Benjamin Tepler de Portland Monthly ha descrito a Whims como «la decana no oficial de la cocina italiana» para el noroeste del Pacífico. Katie Chang de Food Republic escribió; «Whims también ayudó a capacitar y dar paso a una nueva generación de chefs y restauradores talentosos. ... a quien muchos atribuyen el haber consolidado el estatus de Portland como un destino gastronómico de clase mundial». Sus recetas han sido publicadas en libros de cocina y una variedad de otras publicaciones como Epicurious, The Seattle Times, y The Wall Street Journal.

## Vida personal
Whims está casada y vive en Portland, Oregón. Su socio David West es copropietario de Nostrana y Enoteca Nostrana. Se ha descrito a sí misma como una «italiana renacida». Whims tiene una hermana que también trabaja en la industria de los restaurantes.
Tras la muerte de su mentor Hazan en 2013, Whims la conmemoró creando un menú tributo especial en Nostrana. El menú de Nostrana incluye recetas inspiradas en Hazan, así como recetas de postres que Whims aprendió de la chef, panadera y escritora estadounidense Nancy Silverton.